# Марийская митрополия
Мари́йская митропо́лия (мар. Марий митрополий, горномар. Мары митрополи) — митрополия Русской православной церкви в пределах Марий Эл. Объединяет Волжскую и Йошкар-Олинскую епархии.

## История
Образована решением Священного синода Русской православной церкви от 6 октября 2017 года.
Главой митрополии назначен правящий архиерей Йошкар-Олинской епархии Иоанн (Тимофеев).

## Епархии

### Волжская епархия
Территория: городской округ Волжск, а также Волжский, Куженерский, Мари-Турекский, Моркинский, Новоторъяльский, Параньгинский и Сернурский районы.

### Йошкар-Олинская епархия
Территория: городские округа Йошкар-Ола и Козьмодемьянск; Горномарийский, Звениговский, Килемарский, Медведевский, Оршанский, Советский и Юринский районы.